# La Posada de Santa Fe
La Posada de Santa Fe est un hôtel américain situé à Santa Fe, au Nouveau-Mexique. Il occupe la Staab House, une ancienne maison construite en 1881 dans le style Second Empire, ainsi que plusieurs bâtiments des années 1930 quant à eux érigés dans l'architecture Pueblo Revival.

## Histoire
Fille d'une famille d'immigrants riches allemands, Julia Staab s'installe dans le Nouveau-mexique avec son mari, Abraham Staab, et fait construire ce qui deviendra la maison centrale de La Posada. La maison est construite dans un style Second Empire. Elle y vit jusqu'à sa mort en 1896. La perte de l'un de ses enfants lui aurait provoqué une telle tristesse qu'elle continuerait à hanter les lieux où son enfant fut enterré, À partir des années 1970, des témoignages sont enregistrés relatant la présence d'une femme de l'ère victorienne hantant les lieux,.
La maison des Staab est acheté dans les années 1930 par R.H. et Eulalia Nason, qui prévoient de transformer la propriéte en complexe hôtelier. Ils font bâtir une série de maisons de style Pueblo Revival et nomme le lieu La Posada. Le lieu devient aussi un centre artistique de la ville.
L'hôtel a fait l'objet d'un épisode de Unsolved Mysteries diffusé en 1994. À la fin des années 1990, des travaux de rénovation sont engagés. L'hôtel rouvre affilié au groupe RockResorts.
En 2014, l'hôtel rejoint le groupe Starwood. En 2018, le fonds Ashford Hospitality Trust, Inc. reprend la Posada de Santa Fe pour $50 millions. Le complexe hôtelier compte alors 157 chambres.
Cet établissement est membre des Historic Hotels of America depuis 2019.